# Гринвич-стрит
Гри́нвич-стрит (англ. Greenwich Street) — улица в Нижнем Манхэттене, Нью-Йорк. Гринвич-стрит проходит от Бэттери-Плейс на южной оконечности Манхэттена до Митпэкинга, переходя на пересечении с Генсвурт-стрит в Девятую авеню. По состоянию на 2013 год, движение по Гринвич-стрит вдоль комплекса ВТЦ закрыто. Улица является односторонней, однако на разных участках движение направлено в разные стороны.

## Этимология
Своё название Гринвич-стрит, равно как и Гринвич-авеню, получила по дороге, которая в XVIII веке вела к деревне Гринвич. Дорога была разбита на месте свалки вдоль реки Гудзон, и её постоянно затапливало. Поэтому, несмотря на то, что она была кратчайшим путём до деревни, поначалу извозчики чаще пользовались более длинной, но надёжной Гринвич-авеню.

## История
К началу XIX века на Гринвич-стрит к югу от Чеймберс-стрит появилось множество мастерских. На улице находилось множество увеселительных заведений. Одним из самых успешных был Нью-Амфитеатр (англ. New Amphitheater) под руководством Джона Билла Рикеттса. Несмотря на шумный нрав Гринвич-стрит, благодаря её близкому расположению к центру города, в те годы она пользовалась популярностью у местных предпринимателей, которые вели дела на Уолл- и Хановер-стрит. В апреле 1844 года в пансионе по адресу Гринвич-стрит, 130 поселился Эдгар По. Улицу он охарактеризовал как «невыносимо грязную» (англ. insufferably dirty), а шум, издаваемый уличными торговцами клэм-чаудером — «несносной досадой» (англ. intolerably a nuisance). К середине 1850-х годов частные особняки на улице были постепенно вытеснены пансионами, в которых селились в основном иммигранты. Зажиточные же горожане переселялись всё севернее. В конце 1860-х — начале 1870-х годов вдоль южного участка Гринвич-стрит была возведена экспериментальная эстакадная железная дорога. К 1891 году она была расширена вплоть до 116-й улицы. В 1873 году на улице открылась Биржа Масла и Сыра (англ. Butter and Cheese Exchange). Ассортимент товаров постепенно расширялся, и к 1882 году, помимо масла и сыра, на бирже проходили торги яйцами, сухофруктами, консервами и домашней птицей. Несмотря на улучшение транспортной инфраструктуры, улица всё так же была представлена трёх-, четырёх- и пятиэтажной коммерческой и жилой застройкой. Перед Второй мировой войной эстакадная железная дорога на Гринвич-стрит была снесена. Ситуация существенно изменилась с началом возведения комплекса ВТЦ; так, между Либерти- и Баркли-стрит на улице были снесены все строения.

## Застройка

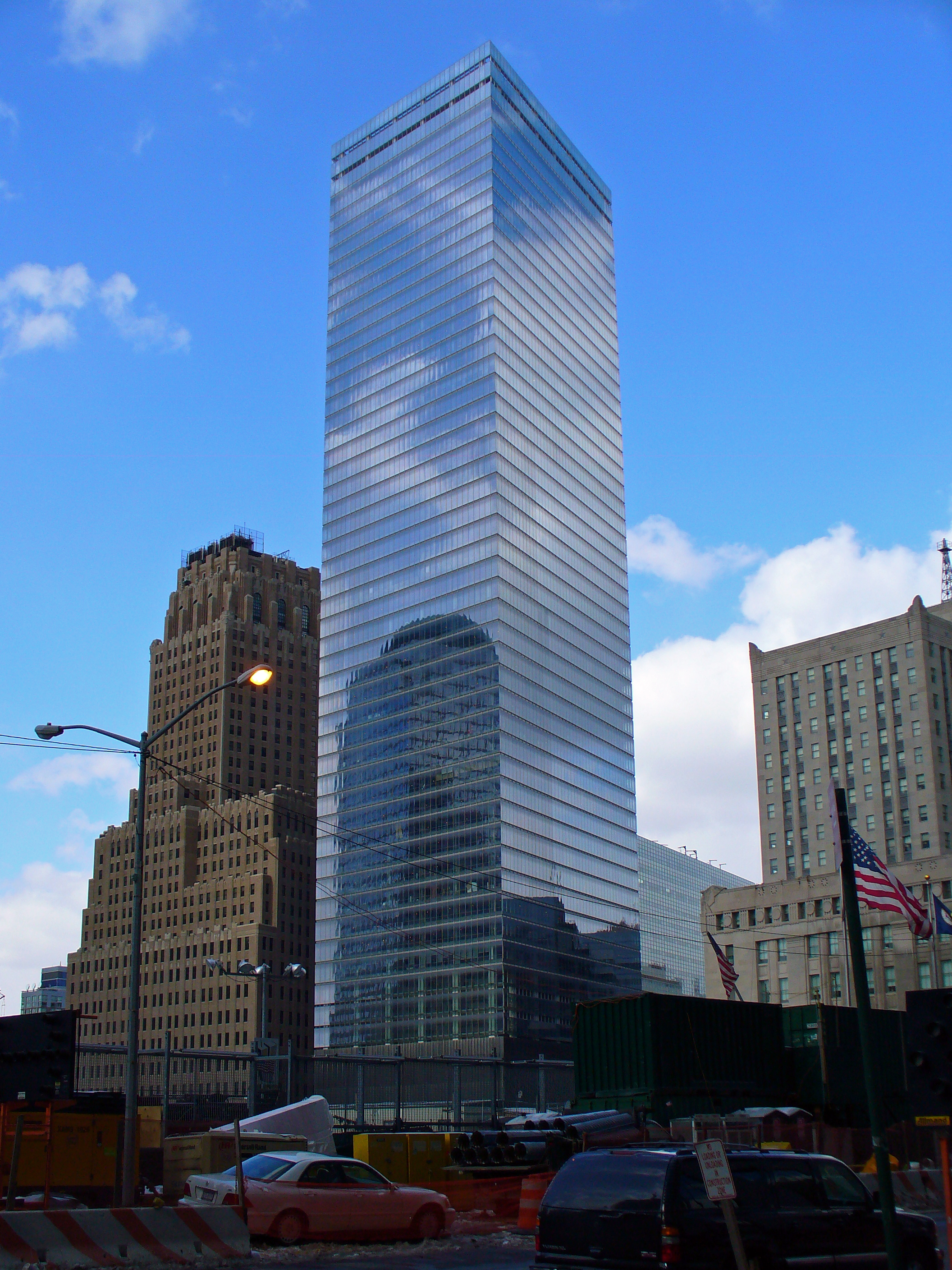
Здание ВТЦ 7 по адресу Гринвич-стрит, 250

В 2014 году начато строительство небоскрёба 125 Гринвич-стрит. Строительство планируется закончить в 2018 году. Здание спроектировано архитектором Рафаэлем Виньоли, который также известен небоскребом 432 Park Avenue. Здание по адресу 125 Гринвич-стрит будет жилым комплексом высотой в 77 этажей. Проектная высота небоскрёба составит 414 метров. По состоянию на начало января 2017 года здание уже видно на фоне общего ландшафта.

## Общественный транспорт
На Гринвич-стрит расположены станции метро Ректор-стрит и открывшаяся после 17-летней реконструкции ВТЦ Кортландт (1). По состоянию на июль 2018 года южная часть улицы обслуживалась автобусным маршрутом M55 в северном направлении.